# Zrození (film)
Zrození (v anglickém originále Birth) je americký dramatický film z roku 2004. Režisérem filmu je Jonathan Glazer. Hlavní role ve filmu ztvárnili Nicole Kidman, Cameron Bright, Danny Huston, Lauren Bacall a Alison Elliott.

## Ocenění
Nicole Kidman byla za svou roli v tomto filmu nominována na Zlatý globus v kategorii nejlepší herečka v dramatickém filmu. Film získal další 2 ocenění a na 17 byl nominován.

## Obsazení
| Nicole Kidman     | Anna       |
| Cameron Bright    | mladý Sean |
| Danny Huston      | Joseph     |
| Lauren Bacall     | Eleanor    |
| Alison Elliott    | Laura      |
| Arliss Howard     | Bob        |
| Michael Desautels | Sean       |
| Anne Heche        | Clara      |
| Peter Stormare    | Clifford   |
| Ted Levine        | pan Conte  |
| Cara Seymour      | paní Conte |